# Pusmulići
Pusmulići är en ort i Bosnien och Hercegovina.   Den ligger i entiteten Republika Srpska, i den östra delen av landet, 80 km öster om huvudstaden Sarajevo. Pusmulići ligger 540 meter över havet och antalet invånare är 178.
Terrängen runt Pusmulići är kuperad. Närmaste större samhälle är Srebrenica, 3,4 km norr om Pusmulići. 
I omgivningarna runt Pusmulići växer i huvudsak lövfällande lövskog. Runt Pusmulići är det ganska tätbefolkat, med 67 invånare per kvadratkilometer.